# Above (album de Mad Season)
Pour les articles homonymes, voir Above.
Singles
1. River of Deceit
Sortie : 27 mars 1995
2. I Don't Know Anything
Sortie : 1995
3. Long Gone Day (promo)
Sortie : 1995

Above est le seul album du supergroupe de Seattle, Mad Season.Il est sorti en mars 1995 sur le label Columbia Records et a été produit par le groupe et Brett Eliason.

## Historique
Ce n'est qu'après avoir jammé deux ou trois fois ensemble que le groupe décida de donner un concert. Celui-ci se déroula à Seattle au Crocodile Cafe, le groupe avait quelques idées de chansons et elles sonnaient vraiment bien ce qui décida le groupe à enregistrer un album. Il ne fallut que sept jours pour composer la musique et à peine quelques jours de plus à Layne Staley pour finir l'écriture des textes.
L'album fut enregistré en moins de trois semaines dans les studios du groupe Heart, les Bad Animals Studios. Le groupe travailla avec Brett Eliason, un ingénieur du son qui avait déjà travaillé avec Pearl Jam. Ce dernier fut aussi responsable du mixage de l'album.
Mark Lanegan, chanteur des Screaming Trees participe sur deux titres, en tant que chanteur et compositeur. On trouvera une plus large participation de sa part sur les titres bonus de la réédition de l'album en 2013.
La pochette est un dessin de Layne Staley à partir d'une photo de lui et de sa petite amie, Demri Lara Parrot .
L'album fut certifié disque d'or aux États-Unis et fut classé à la 24e place du Billboard 200. Trois singles seront tirés de l'album : River Of Deceit, I Don't Know Anything et Long Gone Day.

## Liste des titres
Toutes les paroles sont de Layne Staley,  la musique est signée Mad Season sauf indications.
| No  | Titre                 | Auteur | Musique                                     | Durée |
| --- | --------------------- | ------ | ------------------------------------------- | ----- |
| 1.  | Wake Up               |        |                                             | 7:38  |
| 2.  | X-Ray Mind            |        |                                             | 5:12  |
| 3.  | River of Deceit       |        |                                             | 5:04  |
| 4.  | I'm Above             |        | Barrett Martin, Mike McCready, Mark Lanegan | 5:44  |
| 5.  | Artificial Red        |        |                                             | 6:16  |
| 6.  | Lifeless Dead         |        |                                             | 4:29  |
| 7.  | I Don't Know Anything |        |                                             | 5:01  |
| 8.  | Long Gone Day         |        | Martin, McCready, Lanegan                   | 4:52  |
| 9.  | November Hotel        |        |                                             | 7:08  |
| 10. | All Alone             |        |                                             | 4:12  |

| 11. | Interlude                  |             |                                                            | 0:43 |
| 12. | Locomotive                 | Lanegan     |                                                            | 4:34 |
| 13. | Black Book of Fear         | Lanegan     | Martin, McCready, John Baker Saunders, Lanegan, Peter Buck | 6:08 |
| 14. | Slip Away                  | Lanegan     |                                                            | 5:39 |
| 15. | I Don't Wanna Be a Soldier | John Lennon | Lennon                                                     | 5:52 |

| 1.  | Wake Up                    | 7:38  |
| 2.  | Lifeless Dead              | 4:59  |
| 3.  | Artificial Red             | 6:21  |
| 4.  | River of Deceit            | 5:10  |
| 5.  | I Don't Wanna Be a Soldier | 9:20  |
| 6.  | Long Gone Day              | 5:21  |
| 7.  | I'm Above                  | 5:36  |
| 8.  | I Don't Know Anything      | 6:23  |
| 9.  | X-Ray Mind                 | 5:32  |
| 10. | All Alone                  | 4:17  |
| 11. | November Hotel             | 13:49 |

## Musiciens
- Layne Staley : chant, guitare
- Mike McCready : guitares
- Barett Martin : batterie, percussion, marimba, basse, vibraphone, cello
- John Baker Saunders : basse
- Mark Lanegan : chant sur I'm Above et Long Gone day
- Skerik (Nalgas Sin Carne) : saxophone sur Long Gone Day

## Charts et certification
| Pays        | Durée du classement | Meilleur classement |
| ----------- | ------------------- | ------------------- |
| États-Unis  | 27 semaines         | 24e                 |
| Canada      | 9 semaines          | 65e                 |
| Norvège     | 3 semaines          | 24e                 |
| Royaume-Uni | 3 semaines          | 41e                 |
| Suède       | 1 semaine           | 46e                 |

| Pays       | Ventes | Certification | Date       |
| ---------- | ------ | ------------- | ---------- |
| États-Unis | Or     | 500 000 +     | 14/06/1995 |

Chart single
| Année | Single            | Chart           | Durée du classement | Position |
| ----- | ----------------- | --------------- | ------------------- | -------- |
| 1995  | "River of Deceit" | RPM Top Singles | 8 semaines          | 68e      |